# غرمة خاني (مقاطعة دلفان)
غرمة خاني (بالفارسية: گرمه خانی) هي قرية تقع في Nurabad Rural District في إيران. يقدر عدد سكانها بـ 42 نسمة بحسب إحصاء 2016.